# 前田一男
前田 一男（まえだ かずお、1966年〈昭和41年〉5月27日 - ）は、日本の政治家。自由民主党所属の北海道議会議員（1期）。
衆議院議員（2期）、北海道松前町長（2期）、自由民主党文部科学部会長代理などを歴任。

## 来歴
北海道松前郡松前町生まれ。上磯町立浜分小学校、上磯町立浜分中学校、北海道函館中部高等学校、北海道大学工学部卒業。1990年、伊藤忠商事に入社し3年間勤務する。1993年に北海道庁に入庁し、10年間勤務した。
2003年11月の第43回衆議院議員総選挙に北海道8区から無所属で出馬したが、自由民主党の佐藤健治、前田のいずれも民主党公認の金田誠一に敗れた。
2004年、松前町長が任期途中で急逝。これに伴って4月に行われた町長選挙に無所属で立候補し、無投票により初当選。2008年に再選。2012年の町長選には出馬せず、2期8年で退任。同年12月の第46回衆議院議員総選挙に自民党公認で北海道8区から出馬し、民主党公認の逢坂誠二らを破って初当選した。
2014年12月の第47回衆議院議員総選挙に自民党公認で北海道8区から立候補し、小選挙区で民主党公認の逢坂に敗れ落選したものの、比例復活で再選（惜敗率93.458％）。
2017年10月22日の第48回衆議院議員総選挙に北海道8区から立候補し、小選挙区で無所属（選挙後、立憲民主党に追加公認）で立候補した逢坂に敗れ、比例復活もならず落選した。
2021年10月31日の第49回衆議院議員総選挙に北海道8区から立候補し、小選挙区では立憲民主党公認の逢坂に敗れ、比例復活もならず落選した。
2023年3月31日告示、4月9日投開票の北海道議会議員選挙に渡島地域の選挙区から立候補し無投票で初当選した。
2024年8月、第49回衆議院議員総選挙の比例北海道ブロック選出議員であった堀井学が、公職選挙法違反の引責により議員を辞職をしたことにより、同年9月6日に中央選挙管理会で行われた選挙会で繰上補充として、同ブロックで次点だった参議院議員の船橋利実（前回北海道第1区から立候補）が繰上当選の対象者として決定したが、船橋は参議院議員を辞職せず、繰上当選を辞退することを表明しており、当選の告示を受けた日から5日以内に参議院議員を辞職しなかったため、船橋は繰上当選の権利を失った。このため次々点の前田が同月13日に繰上当選が告示されたが、前田も繰上当選辞退の意向を示したため、当選の告示を受けた日から5日以内に北海道議会議員を辞職しなかったため、前田も繰上当選の権利を失った。なお、繰上当選は次々々点者で前回の総選挙で北海道第2区で立候補した髙橋祐介が対象となり、9月18日に髙橋の繰上当選が決まった。

## 政策・主張

### 憲法問題
- 憲法改正について、2017年、2021年のアンケートで「賛成」と回答[13][14]。
- 改正すべき項目として「自衛隊の保持を明記する」「緊急事態に関する条項を新設する」と主張[15]。
- 憲法9条への自衛隊の明記について、2021年のアンケートで「賛成」と回答[16]。
- 安全保障関連法の成立について、2017年のアンケートで「評価する」と回答[13]。

### ジェンダー問題
- 選択的夫婦別姓制度の導入について、2014年のアンケートでは「どちらかといえば反対」と回答[17]。2017年のアンケートでは「どちらかといえば賛成」と回答[13]。2021年のアンケートでは「どちらとも言えない」と回答[14]。
- 同性婚を可能とする法改正について、2021年の朝日新聞社のアンケートでは「反対」と回答[14]。2021年のNHKのアンケートでは回答しなかった[16]。
- 「LGBTなど性的少数者をめぐる理解増進法案を早期に成立させるべきか」との問題提起に対し、「反対」と回答[14]。
- クオータ制の導入について、2021年のアンケートで「どちらかといえば賛成」と回答[16]。

### その他
- 「原子力発電への依存度について今後どうするべきか」との問題提起に対し、「現状を維持すべき」と回答[16]。
- 大間原子力発電所（青森県大間町）の建設中止を求める[18]。
- 「他国からの攻撃が予想される場合には敵基地攻撃もためらうべきではない」との問題提起に対し、「賛成」と回答[14]。
- アベノミクスについて、2017年のアンケートで「評価する」と回答[13]。
- 安倍内閣による森友学園問題・加計学園問題への対応について、2017年のアンケートで「評価する」と回答[13]。
- 村山談話・河野談話を見直すべきだ[19]。
- 女性宮家の創設に反対[20]。
- 2013年11月26日、特定秘密保護法案の採決で賛成票を投じている[21]。
- 北海道新幹線函館駅乗り入れ構想・大泉案立案者の一人[22]。

## 人物
- 前田は実践倫理宏正会について自身も参加している「本当にすがすがしい団体」だと表現し、実践倫理宏正会の教えを参考に人間力を育成する教育を行うよう2016年に文部科学大臣松野博一に提言した[23]。

## 政治資金問題
- 政治団体「前翔会」が政治活動費から、有名歌手のコンサートチケット2人分の代金1万6450円を支出していたことが、2014年政治資金収支報告書に添付されていた領収書を北海道新聞が総務省に開示請求して分かった[24]。

## 所属団体・議員連盟
- 日本会議国会議員懇談会[25]
- 神道政治連盟国会議員懇談会[25]
- みんなで靖国神社に参拝する国会議員の会[25]
- TPP交渉における国益を守り抜く会
- 文化芸術懇話会[26]
- 実践倫理宏正会[23]